# John Murphy (ciclista)
John Murphy (Jacksonville, Florida, 15 de diciembre de 1984) es un ciclista estadounidense.
Debutó como profesional en 2004 con el equipo Jittery Joe's Pro Cycling Team. Tras ese año estuvo dos temporadas compitiendo como amateur, regresando al profesionalismo en 2007 hasta su retirada en 2020.

## Palmarés
2008
- Tour de Taiwán

2015
- Joe Martin Stage Race, más 2 etapas
- 1 etapa del USA Pro Cycling Challenge

2016
- 1 etapa del Herald Sun Tour
- 1 etapa del Tour de Langkawi

2017
- Delta Road Race
- 1 etapa del Tour de Utah
- 1 etapa del Colorado Classic

2018
- 1 etapa del Circuito de las Ardenas

## Resultados en Grandes Vueltas
| Carrera | Carrera         | 2007 | 2008 | 2009 | 2010 | 2011 | 2012 | 2013 | 2014 | 2015 | 2016 | 2017 | 2018 | 2019 | 2020 |
| ------- | --------------- | ---- | ---- | ---- | ---- | ---- | ---- | ---- | ---- | ---- | ---- | ---- | ---- | ---- | ---- |
|         | Giro de Italia  | —    | —    | —    | Ab.  | —    | —    | —    | —    | —    | —    | —    | —    | —    | —    |
|         | Tour de Francia | —    | —    | —    | —    | —    | —    | —    | —    | —    | —    | —    | —    | —    | —    |
|         | Vuelta a España | —    | —    | —    | —    | —    | —    | —    | —    | —    | —    | —    | —    | —    | —    |

—: no participa

Ab.: abandono

## Equipos
- Jittery Joe's Pro Cycling Team (2004)
- Health Net/Ouch (octubre de 2006-2009)
  - Health Net presented by Maxxis (octubre de 2006-2008)
  - Ouch presented by Maxxis (2009)
- BMC Racing Team (2010-2011)
- Kenda-5/Hour Energy (2012)
- UnitedHealthcare Pro Cycling Team (2013-2016)
- Holowesko Citadel (2017-2018)
  - Holowesko Citadel Racing Team (2017)
  - Holowesko Citadel P/B Arapahoe Resources (2018)
- Rally Cycling[2] (2019-)
  - Rally UHC Cycling (2019)
  - Rally Cycling (2020)